# MSC Fantasia
Die MSC Fantasia ist ein Kreuzfahrtschiff der Schweizer Reederei MSC Cruises, einer Tochtergesellschaft der Mediterranean Shipping Company. Das Schiff ist unter der Billigflagge Panama registriert.
Die MSC Fantasia war zum Zeitpunkt ihrer Indienststellung mit einer Vermessung von 137.936 BRZ das größte Passagierschiff, das je für eine europäische Reederei gebaut wurde und ist aktuell der neuntgrößte Kreuzfahrtschiffstyp weltweit.

## Bau und Indienststellung
Das Schiff wurde gemeinsam mit der MSC Splendida im Juni 2004 bei der französischen Werft ALSTOM Chantiers de l’Atlantique in Saint-Nazaire unter Vorbehalt in Auftrag gegeben, das Schiff wurde am 14. November 2005 fest bestellt.
Das Schiff wurde unter der Baunummer A33 auf der französischen Traditionswerft Chantiers de l’Atlantique gebaut. Die Projektentwicklung lag in den Händen des Studio De Jorio Design International in Genua. Die Feier des Stahlanschnittes (steel cutting) fand am 9. September 2006 statt, am 11. April 2007 erfolgte die Münzzeremonie. Der 30. August 2007 war der Tag des „Moving Docks“. Nachdem die Fahrrinne auf über acht Meter vertieft wurde, konnte am 6. Februar 2008 das Aufschwimmen stattfinden. Zwei Tage später wurde das Schiff unter Einsatz von acht Schleppern an den Ausrüstungskai verlegt. Am 17. Juli 2008 begannen die Schwimm- und Fahrversuche im Meer. Nach einer Bauzeit von rund drei Jahren, in denen circa 4000 Personen an dem Projekt beschäftigt waren, erfolgte die Ablieferung an den Auftraggeber am 9. Dezember 2008. Am 18. Dezember 2008 wurde das Schiff in Neapel durch die italienische Schauspielerin Sophia Loren getauft. Nach der Taufe wurde das Schiff nach Genua überführt.
Die erste Kreuzfahrt des neuen Flaggschiffes der MSC-Flotte, das über 18 Decks verfügt, von denen 14 für Passagiere zugänglich sind, begann als Weihnachtsreise am 20. Dezember 2008 in Genua, die Anlaufhäfen waren Rhodos, Alexandria, Messina, Neapel, Genua.

## Schwesterschiffe
Die MSC Fantasia besitzt ein baugleiches Schwesterschiff namens MSC Splendida, welches am 12. Juli 2009 in Barcelona ebenfalls von Sophia Loren getauft wurde. Die Jungfernfahrt fand vom 13. bis 18. Juli 2009 statt.
Im Mai 2012 ergänzte die MSC Divina die Flotte; das Schiff wurde am 26. Mai 2012 in Marseille getauft. Mit 139.072 BRZ ist sie etwas größer als ihre bisherigen Schwesterschiffe. Die MSC Preziosa, die ursprünglich erst für die libysche Staatsreederei (General National Maritime Transport Company) als Phoenicia eingesetzt werden sollte, kam im März 2013 zur MSC-Flotte hinzu. Wie die MSC Divina ist sie mit 139.072 BRZ vermessen.

## Zeitgeschichtliches

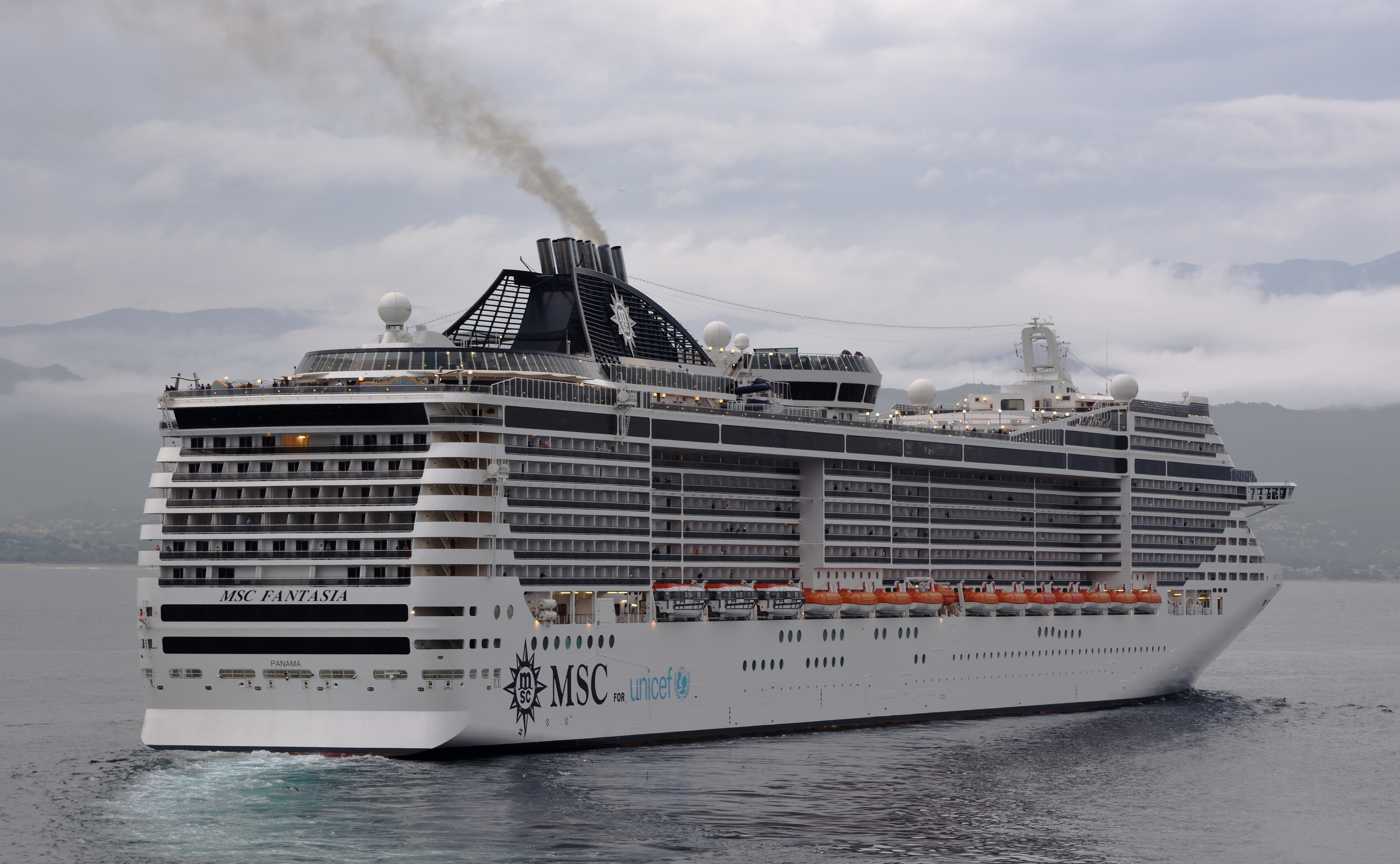
MSC Fantasia beim Auslaufen aus dem Hafen von Ajaccio

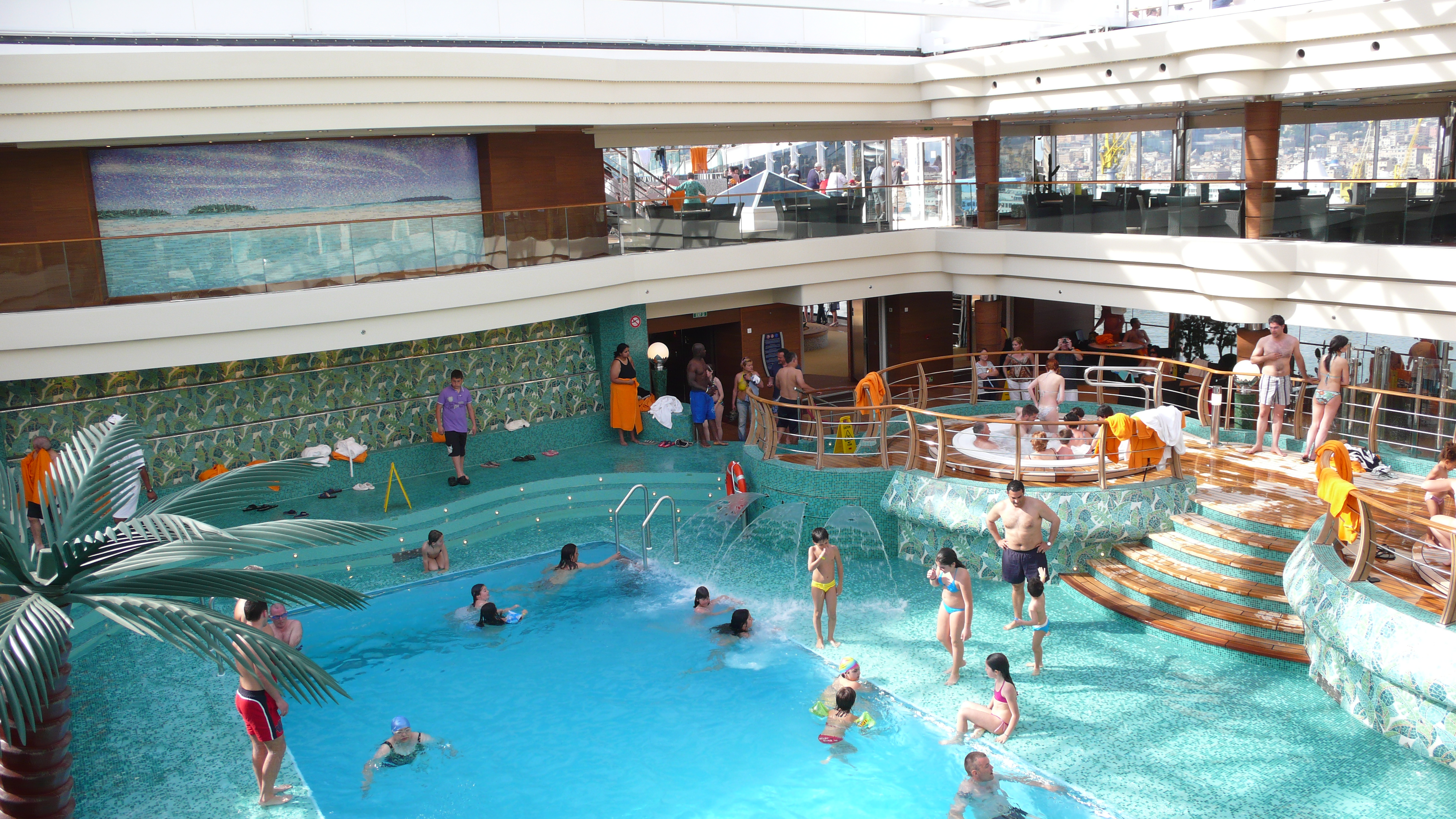
Pool der MSC Fantasia

Es war geplant, dass vom 8. bis 10. Juli 2009 die zuständigen Minister, Regierungschefs und Vertreter der wichtigsten Industriestaaten der Welt im Rahmen des G8-Gipfels in Italien auf dem Kreuzfahrtschiff tagen. Sie sollten bei La Maddalena/Italien an Bord gehen. Der G8-Gipfel wurde später vom italienischen Premierminister Silvio Berlusconi nach L’Aquila in den Abruzzen verlegt, wo Anfang April 2009 ein schweres Erdbeben Tausende Menschen obdachlos machte.
Zwischen 2009 und 2010 fanden an Bord des Schiffes Dreharbeiten zum Weihnachtsspecial Um Himmels Willen – Weihnachten unter Palmen der Serie Um Himmels Willen statt.

## Einsatz
Im Winter 2016/2017 fuhr MSC Fantasia im Arabischen Golf ab Dubai zu Zielen in Katar, Bahrain, den V.A.E. und im Oman. Im Sommer 2017 ist das Schiff in Nordeuropa unterwegs und bietet ab Kiel zwei Routen an, zum einen nach Norwegen und Dänemark, zum anderen nach Estland, Schweden und Russland. Danach führt die Route ins Mittelmeer im Herbst 2017. Im Winter 2017/2018 wird sie in der östlichen Karibik eingesetzt und besucht ab Fort-de-France, Martinique die kleinen Antillen. Im Winter 2022/2023 fährt das Schiff Kurzreisen in Brasilien an. Im Sommer 2023 ist der Heimathafen erneut Kiel. Von hier aus werden Fahrten in die norwegischen Fjorde, in die Ostsee, nach Island und bis zum Nordkap unternommen.

## Zwischenfälle
Am 5. März 2009 fegte ein Sturm mit Windböen von bis zu 100 km/h über die Balearen-Insel Mallorca. Die Bug-Trossen (oder deren Verankerung) der im Hafen von Palma liegenden MSC Fantasia hielten der Windlast nicht stand und brachen, als gerade Passagiere das Schiff zum Landgang verlassen wollten. Weil das Schiff von der Pier abtrieb, löste sich die Gangway, stürzte circa 15 Meter tief ins Wasser und riss einen 80-jährigen Passagier aus Ägypten mit sich. Der Mann schlug mit dem Kopf gegen den Schiffsrumpf und wurde schwer verletzt. Drei Mitglieder der Schiffsbesatzung sprangen sofort ins Wasser, um den Mann zu retten. Die vier Männer wurden ins Krankenhaus gebracht.
In der Nacht zum 16. Januar 2016 bestand der Verdacht eines Sprengstoffanschlags auf das Schiff, es befanden sich verdächtige Passagiere an Bord. Das aus Haifa kommende Schiff lief daraufhin die Bucht von Souda statt Iraklion an.

## Kritik
Die MSC Fantasia ist das älteste Schiff der Fantasia-Klasse. Im hauseigenen Nachhaltigkeitsbericht (Sustainability Report) von 2022 wird diese Klasse inzwischen als Referenz bzw. zum Vergleich für neuere und sparsamere Schiffe aufgeführt. Das modernste Schiff, die MSC World Europa von 2022 weist z. B. gegenüber der Fantasia-Klasse eine CO2-Ersparnis von 47 % auf. Absolute Verbrauchswerte (pro Tag und Passagier) werden von MSC Cruises hier nicht dargestellt.